# 요세프 슈랄
요세프 슈랄(체코어: Josef Šural, 1990년 5월 30일 ~ 2019년 4월 29일)은 체코의 축구 선수였으며, 2016년 1월 13일 FC 슬로반 리베레츠에서 AC 스파르타 프라하로 이적하였다.

## 사망
2019년 4월 29일, 슈랄은 알라니아에서 약 5km 떨어진 지점에서 그와 6명의 다른 선수들을 태운 소형 버스가 전복되는 사고를 당했다. 슈랄과 그의 동료들은 사고 직후 병원으로 이송되었지만 그의 상태는 매우 위독한 상태였고, 결국 병원에서 사망하였다. 스티븐 코커, 파피스 시세 및 다른 4명의 선수들도 이 버스에 타고 있었지만 다행히 이들은 크게 다치지는 않았다.